# Schule von Nisibis
Die Schule von Nisibis war in der Spätantike das geistliche Zentrum der Syrischen  Kirche von Antiochien. Sie existierte vom 4. bis zum 8. Jahrhundert.

## Gründung und Lage
Die Schule wurde um das Jahr 350 in Nisibis gegründet, laut späterer Überlieferung durch Mar Jakob, nach dem Vorbild der Antiochenischen Schule. Die Lage der Schule war mit Bedacht gewählt, da die Stadt sowohl im Zentrum des aramäischen Sprachraumes als auch innerhalb des Römischen Reiches lag, wo den Christen durch die Mailänder Vereinbarung (313) die freie Religionsausübung erlaubt war und Konstantin der Große sowie seine Söhne das Christentum immer stärker privilegierten. Der größere Teil Mesopotamiens stand dagegen unter sassanidischer (persischer) Herrschaft, wo der Zoroastrismus eine wichtige Rolle spielte; insbesondere König Schapur II. (309 bis 379) ließ in seinem Reich Christenverfolgungen durchführen.
Nachdem Nisibis im Frieden von 363 an die Sassaniden gefallen und von seinen römischen Bewohnern geräumt worden war, wurde die Schule in das nach wie vor römische Edessa verlegt. Sie war danach als „Schule von Edessa“ oder „Schule der Perser“ bekannt und  wurde insbesondere durch Ephraem den Syrer berühmt. Theodor von Mopsuestia führte die Schule weiter. Theodors Werke, eine Grundlage der assyrischen Theologie, wurden aus dem griechischen Original bald in die aramäische (syrische) Sprache übersetzt, und verdrängten stückweise die Werke Ephraems.
Während des Nestorianischen Streits gewährten die Aramäer (Assyrier) den Anhängern des Nestorius Schutz. Im Jahre 489 befahl der oströmische Kaiser Zeno die Schließung der Schule wegen ihrer nestorianischen Tendenzen. Die Schule wurde deshalb wieder nach Nisibis verlegt. Dies war durch politische Veränderungen in Persien möglich geworden: Spätestens seit 484 wurde das Christentum im Sassanidenreich offiziell geduldet.

## Zentrum der syrischen Theologie
Nach der Rückverlegung nach Nisibis nahmen das Prestige und der Einfluss der Schule weiter zu. Sie zog zahlreiche Studenten aus der syrischen Kirche an, von denen viele später wichtige Kirchenämter erlangten. Auch im Römischen Reich genoss die Schule einen hervorragenden Ruf und galt vielfach als Vorbild, ungeachtet der theologischen Differenzen. Die exegetischen Methoden der Schule folgten der Tradition der Antiochenischen Schule, d. h. die Auslegung erfolgte streng wörtlich und kontrolliert durch grammatisch-historische Analyse. Die Werke von Theodor von Mopsuestia waren in der theologischen Unterweisung der Schule weiterhin zentral. Personen wie Abraham von Beth Rabban, welcher der Schule in der Mitte des 6. Jahrhunderts vorstand, gaben sich viel Mühe, Theodors Arbeit zu verbreiten. Die Schriften von Nestorius selbst wurden dagegen erst nach 540 dem Lehrplan hinzugefügt.
Am Ende des 6. Jahrhunderts durchlief die Schule eine theologische Krise, als ihr Leiter Henana von Adiabene versuchte, die Lehre Theodors durch seine eigene, an Origenes angelehnte, zu ersetzen. Zur gleichen Zeit war Babai der Große (551–628) der inoffizielle Leiter der Schule. Er lehnte seinen Rivalen Henana ab und schrieb im Rahmen dieser Auseinandersetzung ein richtungsweisendes Werk zur Christologie, das auf den Werken von Theodor von Mopsuestia basiert: Das Buch der Einheit ist das wichtigste Werk über die Christologie, das die Schule von Edessa hervorgebracht hat. In ihm erklärte Babai, dass Christus zwei Wesen (qnome) habe, Gott und Mensch, die unvermischt und in Ewigkeit vereint seien in nur einer Person (parsopa).

## Rezeption
Ein großer Bewunderer der Schule war Junillus Africanus, der quaestor sacri palatii Kaiser Justinians. Unter anderem durch seine Schriften (zum Beispiel die Instituta regularia divinae legis), die nach Ansicht vieler Forscher stark von Paulus Persa (Paulus dem Perser), einem Dozenten der Schule, beeinflusst waren, verbreitete sich der Ruf der Schule von Nisibis auch im lateinischen Westen. Ihr Ruhm als theologisches Seminar war dort bald so groß, dass Papst Agapitus I. unter anderem nach ihrem Vorbild eine ähnliche Einrichtung in Rom gründen wollte. Einen mit dem päpstlichen Wunsch abgestimmten Plan scheint der Senator Cassiodor um 535 entworfen zu haben. Die Probleme der Zeit (siehe Gotenkrieg) und der Tod des Papstes 536 verhinderten die baldige Umsetzung dieses Vorhabens. Um 555 entstand jedoch die Klosterakademie Vivarium auf Eigeninitiative ihres Gründers Cassiodor, der nach 540 in Byzanz die Studienordnung von Nisibis zur Kenntnis genommen hatte.
Während der Islamischen Expansion (ab 632) geriet Nisibis bald unter die Herrschaft der muslimischen Araber; die Schule scheint in den folgenden Jahrzehnten eine wichtige Vermittlungsrolle gespielt zu haben: Bereits seit ihrer Gründung waren zahlreiche griechische Werke in die mit dem Arabischen eng verwandte syrische bzw. aramäische Sprache übersetzt worden, Nisibis war daher bedeutsam für die Aneignung eines Teils der Wissens der griechisch-römischen Antike durch die Araber. Ein schweres Erdbeben im 8. Jahrhundert beendete dann jedoch die große Zeit der Schule von Nisibis.
In Erinnerung an ihr Wirken und ihren Einfluss wurde nach ihr die NISIBIN – Forschungsstelle für Aramäische Studien an der Universität Konstanz benannt.

## Bekannte Personen der Schule
- Abraham von Beth Rabban, Rektor der Schule
- Henana von Adiabene, 540(?) bis 610, Rektor der Schule
- Ephraem der Syrer
- Abraham bar Qardahi Exeget, 6. Jahrhundert